# Конрад II (Вюртемберг)
Вижте пояснителната страница за други личности с името Конрад II.
Конрад II фон Вюртемберг (на немски: Konrad II von Wirtemberg, † 1143) от фамилията Вюртемберги е вторият господар на Вюртемберг (1110 – 1143).
Той е вероятно син на Лиутгард фон Бойтелсбах, сестрата на господар Конрад I от Вюртемберг и на Бруно фон Бойтелсбах (1105–1120), абат на манастира Хирсау. Конрад II е женен за Хаделвиг.
Конрад II наследява замък Виртемберг след смъртта на чичо му Конрад I.
На 12 май 1110 г. Конрад II с името Виртембергер заедно със съпругата му Хаделвиг подарява земи на манастир Блаубойрен близо до Гьопинген. Той е споменат като свидетел на 28 декември 1122 г. на император Хайнрих V в Шпайер за пръв път като граф, по-късно е споменат без тази титла, но между графовете.